# Ostindustrie GmbH
Ostindustrie GmbH (OSTI) var ett företag som grundades i mars 1943 av Oswald Pohl, chef för SS-Wirtschafts- und Verwaltungshauptamt, SS:s ekonomi- och förvaltningsstyrelse. OSTI utnyttjade fångar som tvångsarbetskraft i borstfabriker, torvverk och gjuterier. OSTI:s huvudkontor var beläget i Lublin och föll under Odilo Globocniks jurisdiktion. Efter att huvuddelen av företagets arbetsstyrka hade avrättats under Aktion Erntefest förlorade företaget sitt värde och trädde i likvidation i mars 1944.

### Webbkällor
- ”Ostindustrie GMBH” (på engelska) ( PDF). Shoah Resource Center. Yad Vashem. Arkiverad från originalet den 3 juni 2013. https://www.webcitation.org/6H6ktAIkp?url=http://www.yadvashem.org/odot_pdf/Microsoft%20Word%20-%205810.pdf. Läst 3 juni 2013.